# Mario Pacheco de Usa
Mario Pacheco de Usa (Madrid, 1923 - 1971) va ser un director de fotografia espanyol. Era fill del fotògraf i cineasta Juan Pacheco "Vandel" i d'Amparo de Usa, també dedicada a la fotografia cinematogràfica. Va col·laborar en la incipient indústria cinematogràfica espanyola juntament amb els seus germans Godofredo Pacheco i Rafael Pacheco. Va debutar com a operador de càmera el 1948 amb Mañana como hoy de Mariano Pombo i com a director de fotografia el 1952 amb Hace cien años d'Antonio de Obregón. Es va fer un nom en la professió en figurar com a operador de càmera a Jeromín de Luis Lucia Mingarro el 1952 i a Calle mayor de Juan Antonio Bardem el 1956. Va morir prematurament als 48 anys. El seu fill, Mario Pacheco (1950-2010), ha estat fotògraf i director discogràfic.

## Filmografia parcial

### Com a director de fotografia
- 1971 Las melancólicas
- 1971 La araucana
- 1970 El mejor del mundo
- 1970 Las endemoniadas
- 1970 Golpe de mano
- 1969 Mónica Stop
- 1969 Forajidos implacables
- 1969 No importa morir
- 1968 En vísperas de la Olimpíada México 68
- 1968 Cristóbal Colón (sèrie de televisió)
- 1968 Hasta la última gota de sangre
- 1968 Réquiem para el gringo
- 1968 Uno después de otro
- 1967 Operación Dalila
- 1967 Mayores con reparos
- 1966 Las viudas
- 1966 Fin de semana con la muerte
- 1966 Por mil dólares al día
- 1965 Cartas de un peregrino (Documental)
- 1965 Cotolay
- 1965 Zurbarán, el pintor de los monjes (documental)
- 1965 El secreto de Bill North
- 1964 Tengo 17 años
- 1964 La chica del trébol
- 1963 Las hijas de Helena
- 1963 Han robado una estrella
- 1963 El globo azul
- 1963 El valle de las espadas
- 1962 Su alteza la niña
- 1961 Armas contra la ley
- 1961 La cumparsita
- 1961 Festival
- 1960 El vagabundo y la estrella
- 1960 Pelusa
- 1960 Culpables
- 1960 Altas variedades
- 1959 Y después del cuplé
- 1959 Las legiones de Cleopatra
- 1959 Venta de Vargas
- 1959 Échame la culpa
- 1958 Hospital general
- 1958 La rebelión de los gladiadores
- 1958 La venganza
- 1957 Ángeles sin cielo
- 1957 El genio alegre
- 1952 Em-Nar, la ciudad de fuego
- 1952 Hace cien años

## Premis
Medalles del Cercle d'Escriptors Cinematogràfics
| Any  | Categoria         | Pel·lícula  | Resultat  |
| ---- | ----------------- | ----------- | --------- |
| 1971 | Millor fotografia | La araucana | Guanyador |